# Dona amb tamborí
Dona amb tamborí (Femme au tambourin) és un oli sobre tela de 97 × 130 cm pintat per Pablo Picasso l'any 1925 i dipositat al Museu de l'Orangerie de París.

## Context històric i artístic
A mitjans dels anys vint, després de la seua època neoclàssica, Picasso retorna als experiments cubistes en una sèrie de quadres plens de color. A la Dona amb tamborí, que també recorda les odalisques que Matisse pinta a la mateixa època, l'orientalisme del tema és accentuat per les combinacions inusuals dels colors.
Paul Guillaume va adquirir aquest quadre el 1927.

## Composició
Aquesta pintura representa una dona reclinada, recolzant-se sobre un dels colzes i portant un tamborí a una de les mans. Ací, els colors brillants són importants en aquesta composició, les aplicacions dels quals no coincideixen sempre amb el dibuix dels objectes, de la mateixa manera que es dissocien algunes parts de la cara (tractament dels ulls, doble perfil del nas) i els tres fruits del terra a la dreta. Aquests procediments de dislocació dels rostres i dels cossos seran reproduïts i exagerats, amb ferocitat de vegades, en les obres de finals dels anys vint i dels anys trenta.
A més, Picasso s'atreveix a juxtaposar colors gairebé discordants (morat, groc, granat, turquesa, etc.) i la superposició de punts de vista i plans en el mateix espai apareix en línia amb investigacions prèvies sobre el cubisme de Picasso.